# 청춘유니
청춘유니(青春有你)는 중국의 오디션 프로그램으로, 우상연습생의 두번째 시리즈에 해당한다.

## 시즌
- 청춘유니 (시즌 1)
- 청춘유니 (시즌 2)
- 청춘유니 (시즌 3)

## 청춘유니 논란

### 청춘유니 우유 사재기 논란 설명
중국 한 우유 회사는 서바이벌 프로그램 '청춘유니'와 협업해 뚜껑에 투표 권한을 부여한 QR코드를 부착한 우유를 출시했다. 이에 연습생들에게 많은 표를 주기 위해 팬들이 몰렸고, 우유를 대량 구매한 뒤 QR코드만 사용하고 나머지를 버리는 사태가 발생했다. 중국 매체는 이렇게 버려진 우유가 약 27만여개라 보도했다.